# Laterallus ruber
Laterallus ruber е вид птица от семейство Rallidae.

## Разпространение
Видът е разпространен в Белиз, Гватемала, Мексико, Никарагуа, Салвадор и Хондурас.